# 湯本武比古
湯本 武比古（ゆもと たけひこ、1856年1月8日（安政2年12月1日） - 1925年（大正14年）9月27日）は明治時代から大正時代にかけての日本の教育者。

## 略歴
- 信濃国高井郡赤岩村（現・長野県中野市）生まれ。生年月日は安政4年12月1日（1858年1月15日）とも[1]。
- 1875年（明治8年）：長野県師範学校飯山支校入学。
- 1877年：横田秀雄とともに第十八番変則中學校に転校。上京し、同人社に入学。
- 1878年：東京師範学校中学師範科に入学。
- 1883年：東京師範学校卒業。
- 1884年：文部省編輯局に入省し、「読書(よみかき)入門」を編集。
- 1886年：東宮明宮（大正天皇）の教育掛を拝命
- 1887年：東宮の学習院入学とともに同教授
- 1889年：ドイツに留学し、皇族に関する教育やその方法を研究した
- 1893年：帰国し東宮御用掛となる。
- 1894年：高等師範嘱託教授として教育学を講ずる。
- 1896年：開発社に入社し雑誌『教育時論』の主幹
- 1897年4月：開発社社長となる。
- 1899年：井上円了を補佐して私立京北中学校を設立
- 1902年：女子東京美術学校の校長に就任するもその経営に不信を抱き辞任[2]。
- 1905年：寺田勇吉と共に私立精華学校（現存せず）を設立
- 1908年：井上円了が私立京北実業学校を設立すると校長となる
- 1922年（大正11年）：全国私立中等学校併合委員長
- 1923年：東洋大学 4代学長境野哲の事務取扱
- 1924年：私立中等学校協会理事長
- 1925年：脳溢血のため死去[3]。墓所は多磨霊園(3-1-9-9)

『教育時論』を通じて「開発教授、国民教育費の国庫自治体負担、実業教育の奨励と科学思想の養成、皇国民的徳義感情の養成、小学校教員の地位向上」などを主張した。また、ヘルバルト教育学の普及に尽力し、徳性の教育を重視を重視した。

## 栄典
- 1893年（明治26年）4月21日 - 従七位
- 1915年（大正4年）12月1日 - 勲四等瑞宝章
- 1919年（大正8年）9月29日 - 勲三等瑞宝章
- 1925年（大正14年）9月27日 - 従五位

## 著作

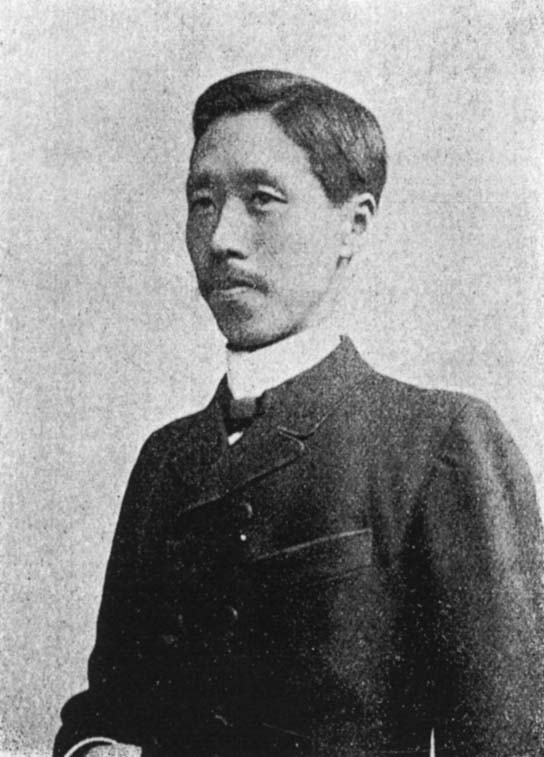
湯本武比古肖像

- 『湯本武比古選集』 信濃教育会編、信濃教育会、1955年7月

著書・編書
- 『読書入門』 文部省編輯局、1886年9月
- 『巡覧 特殊教授法 : 一名 単級及び半日学校めぐり』 金港堂書籍、1894年2月
- 『新編 応用心理学』 金港堂書籍、1894年5月
- 『新編 教育学』 普及舎、1894年10月
  - 『新編 教育学』 普及舎、1895年8月訂正四版
- 『新編 教授学』 紅梅書屋、1895年5月
  - 『新編 教授学』 紅梅書屋、1895年8月増補再版
  - 『新編 教授学』 紅梅書屋、1898年6月増訂十一版
  - 仲新ほか編 『近代日本教科書教授法資料集成 第3巻 教授法書3』 東京書籍、1982年9月
- 『学童百話』 紅梅書屋、1898年4月
- 『心理学新論』 竹内楠三合著、普及舎、1899年7月
- 『ちょくごとくほん』 紅梅書屋、1900年2月
  - 『教育勅語関係資料 第6集』 日本大学精神文化研究所・日本大学教育制度研究所、1978年3月
- 『日本倫理史稿』 石川岩吉共編、開発社、1901年6月
  - 『日本倫理史稿』 石川岩吉共編、開発社、1902年5月訂正第二版
  - 『日本倫理史要』 石川岩吉共著、開発社、1909年12月
- 『学校家庭修身教材 菅公の話』 紅梅社、1902年1月
- 『中等教育 聖諭之栞』 開発社、1902年2月
- 『国民道徳之涵養』 開発社、1902年11月
- 『教育学教科書』 中沢忠太郎共編、開発社、1910年11月
- 『中等修身書』 山海堂書店、1911年10月（全5冊）
  - 『改訂 中等修身書』 山海堂書店、1912年10月（全5冊）
  - 『改訂 中等修身書』 山海堂書店、1913年1月修正版（全5冊）
- 『勅語述義』 湯本武比古、1913年3月
  - 日本大学精神文化研究所編 『教育勅語関係資料 第12集』 日本大学精神文化研究所、1988年2月
- 『憲法発布勅語略解』 開発社、1914年3月
- 『新編 倫理学要義』 湯本武比古、1915年3月
  - 『新編 倫理学要義』 湯本武比古、1916年4月訂正再版
- 『今上陛下御幼時の御教育』 湯本武比古、1915年11月
- 『贈従五位 色川三中翁略伝』 湯本武比古、1920年8月

訳書
- 『小学校教師用 心理学摘要』 ベー・マース原著、エヅアルド・ボック摘要、博文堂、1888年7月
- 『学校実用心理学』 ベー・マース著、金港堂、1889年9月第一 ／ 1891年10月第二
- 『ラインの教育学原理』 ライン原著、普及舎・山海堂、1896年8月
  - 『ラインの教育学原理』 山海堂・普及舎、1900年3月
  - 前掲 『近代日本教科書教授法資料集成 第3巻 教授法書3』

## 関連文献
- 「故従七位勲三等湯本武比古位階追陞ノ件」（国立公文書館所蔵 「叙位裁可書・大正十四年・叙位巻二十七」） - アジア歴史資料センター Ref.A11113556300
- 京北中学校編 『故湯本武比古先生』 京北中学校、1928年7月
- 田川光雄 「偉大なる教育者湯本武比古（上）」（『高井』第77号、中野郷土史研究会、1986年11月）、同 「偉大なる教育者湯本武比古先生（下）」（同誌第78号、1987年1月）
- 東洋大学図書館編 『湯本文庫目録』 東洋大学図書館、1987年1月
- 飯沢匡著 『異史 明治天皇伝』 新潮社、1988年6月、ISBN 4103693010
- 東洋大学 『東洋大学創立五十年史』 1937年